# Juliaca pergrata
Juliaca pergrata är en insektsart som först beskrevs av Melichar 1932.  Juliaca pergrata ingår i släktet Juliaca och familjen dvärgstritar. Inga underarter finns listade i Catalogue of Life.